# Hermann Obrist
Hermann Obrist, né à Kilchberg (Zurich) le 23 mai 1863 et mort le 26 février 1927 à Munich, est un sculpteur et designer suisse qui passa en partie sa vie à Munich et qui eut une influence décisive sur l'émergence du mouvement Jugendstil.

## Biographie

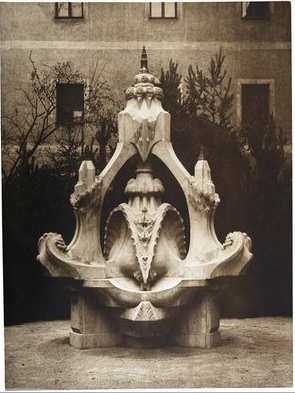
Fontaine Krupp dans la cour de la Kunstgewerbehaus, Munich (1912).

Hermann Obrist étudie la botanique et l'histoire, puis il suit des cours à la Kunstgewerbeschule de Karlsruhe. 
Il est sculpteur à Paris, où il obtient en 1889 des médailles d'or à l'exposition universelle. 
En 1890 et 1891, il suit les cours de l'Académie Julian
En 1892, il crée à Florence un atelier de broderie et de tapisserie, qu'il transfère en 1895 à Munich où il fonde les Ateliers d'art et d'artisanat (Vereinigte Werkstätten für Kunst im Handwerk). Ses productions sont alors remarquées par le critique d'art Wilhelm von Bode dans la revue Pan qui publie un important article dans son numéro de février-mars 1896.
Hermann Obrist fut également admiré par le groupe Die Brücke.